# GAZ-2975 Tigr
Der GAZ-2975 „Tigr“ (russisch ГАЗ-2975 Тигр GAS-2975 Tigr) ist ein moderner zweiachsiger Mehrzweckgeländewagen (4×4) des russischen Automobilherstellers GAZ. Es existiert ebenfalls eine zivile Variante. Auch als Polizeifahrzeug findet der GAZ „Tigr“ Verwendung.

## Geschichte

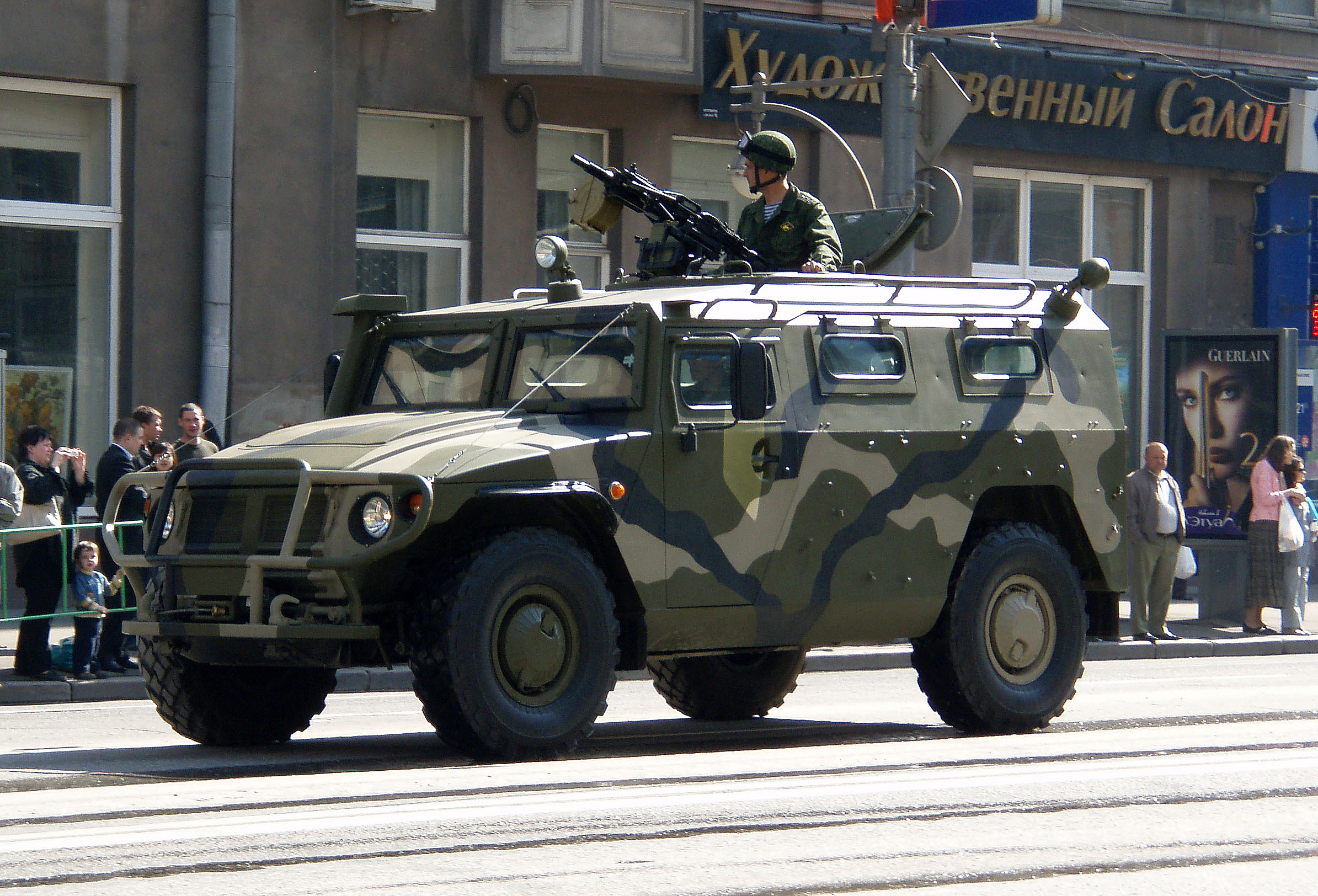
GAZ-2975 „Tigr“ auf der Siegesparade in Moskau am 5. Mai 2008

Den Anstoß zum Projekt „GAZ-2975“ gab ein Auftrag des Unternehmens „Bin Jabr Group Ltd“ (BJG) aus den Vereinigten Arabischen Emiraten, das für die Entwicklung 60 Millionen US-Dollar überwiesen hatte. Als eigentlicher Auftraggeber erwies sich das Unternehmen King Abdullah II Design and Development Bureau (KADDB) des jordanischen Königs Abdullah II. Die Koordination und weitere Entwicklung des Projektes übernahm die GAZ-Tochterfirma PKT, übersetzt „Industrielle Computertechnologien“ (ЗАО «Промышленные компьютерные технологии» (ПКТ)). Die ersten Prototypen, „Tiger HMTV“ genannt, wurden der Öffentlichkeit auf der internationalen Ausstellung IDEX-2001 in Abu Dhabi im Jahr 2001 vorgestellt. Dem Auftraggeber gefiel das gepanzerte Fahrzeug, jedoch wurde kein Vertrag über eine Bestellung unterschrieben. Allerdings begann im Juni 2005 das jordanisch-arabische Unternehmen „Advanced Industries of Arabia“ (80 % der Aktien besaß das Unternehmen BJG) mit der Produktion fast identischer gepanzerter Fahrzeuge mit der Bezeichnung Nimr in unterschiedlichen Varianten.
Dem Maschinenbauunternehmen „GAZ“ blieb somit ein bis zur Serienproduktion entwickeltes Fahrzeug ohne Abnehmer. Währenddessen wurden einige Fahrzeuge einer zweiten Partie produziert, die im Jahr 2002 unter der Bezeichnung GAZ-233034 „Tigr“ auf der MIMS-2002-Ausstellung vorgestellt wurden. Nachdem Ende des gleichen Jahres zwei Prototypen dieser Partie der Moskauer SOBR-Abteilung (etwa schnelle Spezialeinsatztruppe) für einen Probebetrieb überstellt worden waren, fand das Fahrzeug Interesse bei der Leitung des Innenministeriums der Russischen Föderation. Das Innenministerium trat schließlich als Auftraggeber auf. Die Serienproduktion erfolgt in der GAZ-Zweigwerk Maschinenbauwerk Arsamas in Arsamas.

## Beschreibung
Anfangs war dieses Modell als reines Militärfahrzeug geplant und wurde in erster Linie entwickelt, um Personen und verschiedene Arten von Fracht auf der Straße und im Gelände unter möglichem Beschuss befördern zu können. Die zivile Variante erhielt die Bezeichnung GAZ-2330 (russisch ГАЗ-2330). Das Fahrzeug baut auf einer Rahmenkonstruktion auf, die alle Aggregate und diverse Karosserieteile trägt. Die fünftürige Karosserie ist vollständig aus Metall gefertigt und kann maximal bis zu zehn Personen bzw. eine Zuladung von 1500 Kilogramm befördern. Die Armeeversion kann mit einer geringeren Zuladung von 1200 Kilogramm belastet werden. Die Frachtabteilung ist vom Innenraum der Besatzung getrennt. Die Serienausstattung des Fahrzeugs enthält unter anderem: Servolenkung, Einzelradaufhängung mit Drehstabfedern und hydraulischer Federung mit Stabilisatoren, Differentialsperre, Reduktionsgetriebe mit Geländeuntersetzung, automatisches Reifenpumpsystem, Standheizung und elektrische Seilwinde.
Auch die ungepanzerte Variante GAZ-233001 „Tigr“ kann optional mit Klimaanlage, Audio- bzw. Soundsystem, elektrischen Fensterhebern und zusätzlicher Heizung oder Antiblockiersystem ausgestattet werden.
Das Differentialgetriebe lässt sich durch einen Knopf an der Mittelkonsole sperren, während die Geländeuntersetzung sich mit einem Hebel bedienen lässt. Vom gepanzerten Truppentransporter BTR wurde unter anderem die Reifendruckregelanlage, die Aufhängung und die Differentialkonstruktion übernommen. Der Rahmen bzw. die Karosserieteile bestehen aus geschweißtem wärmebehandelten Panzerstahl mit Stärken zwischen 5 Millimetern bei der SPM-1- bzw. 7 Millimetern bei der SPM-2-Variante. Das gepanzerte Fahrzeug wiegt rund 700 Kilogramm mehr im Vergleich zur ungepanzerten Standardversion. Die Karosserie ist abnehmbar, wodurch eine Vereinheitlichung im Produktionsprozess erzielt wurde, indem auf das Chassis je nach Anwendungsgebiet eine Karosserie für den zivilen oder militärischen Bereich aufgesetzt werden kann. Sowohl der GAZ-2975 als auch der GAZ-2330 gelten als sehr robuste Geländewagen, die im Temperaturbereich von −50 °C bis +50 °C problemlos operieren können. Auch 1,2 Meter tiefes Wasser kann ohne Vorbereitungen durchfahren werden. Nach der Vorserienproduktion wurde geplant, im Jahr 1000 Fahrzeuge herzustellen. Im Jahr 2005 sollten die Kosten eines „Tigr“ in der zivilen Variante 60.000 US-Dollar übersteigen.
Seit 2010 wird eine modernisierte Version namens Tigr-M entwickelt.

## Varianten
Aktuell werden unter anderem folgende Serienvarianten des „Tigr“ in der Maschinenbaufabrik Arsamaisk produziert:

### GAZ-233034 SPM-1 „Tigr“

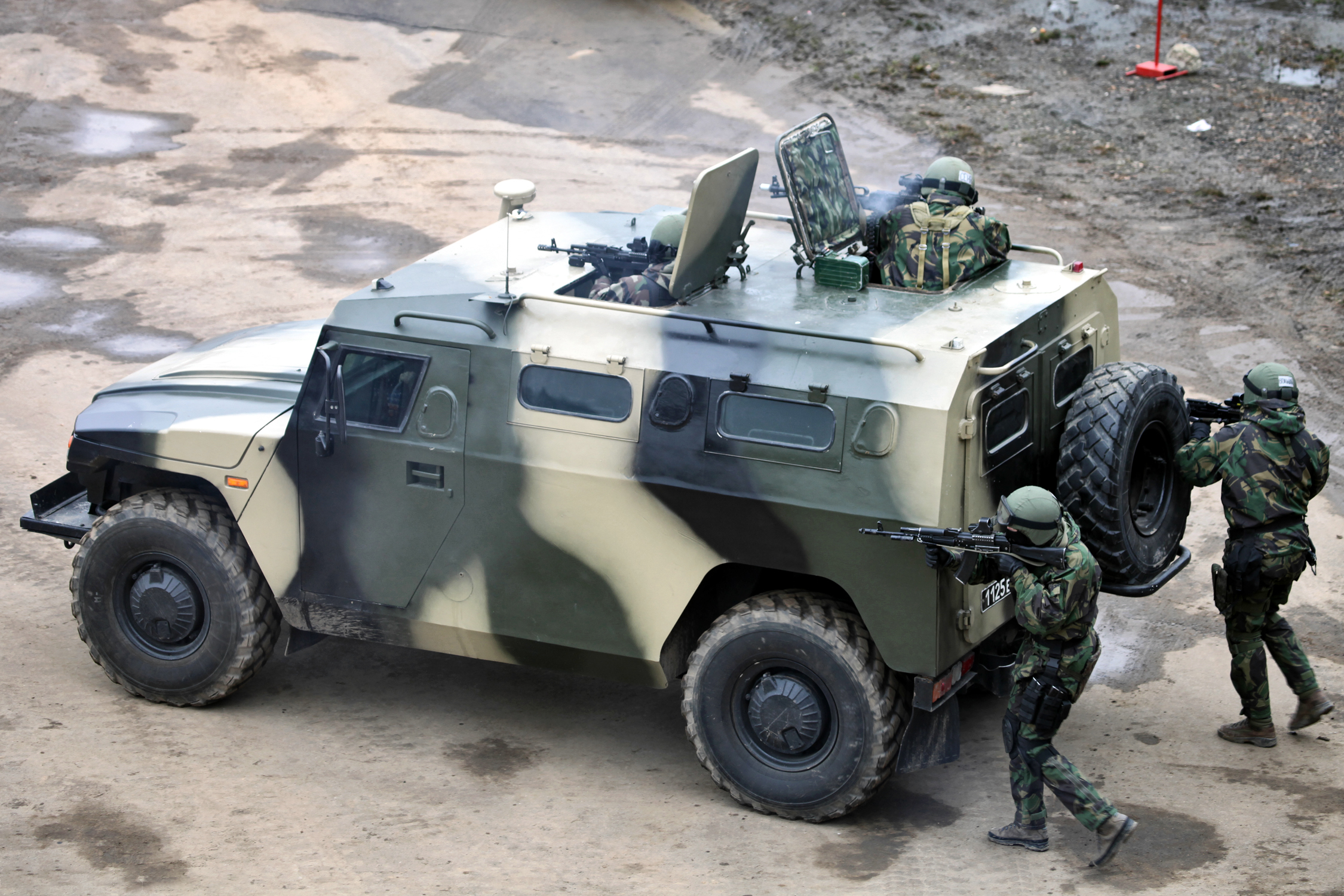
GAZ-233034 SPM-1 im Jahr 2012

SPM-1 „Tigr“ mit der ballistischen Schutzklasse 3 nach der Einteilung GOST R 50963-96 bzw. NATO STANAG 4569, Level 2. Findet Verwendung als spezielles Polizeifahrzeug für das Innenministerium der Russischen Föderation. Die Frontpartie entspricht der ballistischen Schutzklasse 5 nach der Einteilung GOST R 50963-96. Das Dach verfügt über zwei Luken zur Befestigung schwerer Maschinengewehre. In den früheren Produktionspartien konnte die Besatzung durch spezielle Öffnungen unter anderem in den Türen nach draußen feuern. Die Besatzung besteht aus maximal acht Personen. Im Fahrzeug lassen sich Störsender installieren, welche die Frequenzen von Fernzündern blockieren können.

### GAZ-233036 SPM-2 „Tigr“
SPM-2 „Tigr“ mit der ballistischen Schutzklasse 5 nach der Einteilung GOST R 50963-96. Findet wie auch die SPM-1-Variante Verwendung bei Sondereinsatzkommandos des Innenministeriums und weist bis auf die bessere Panzerung ähnliche Eigenschaften auf.

#### GAZ-233036 SPM-2 „Tigr“ 9K135 Kornet

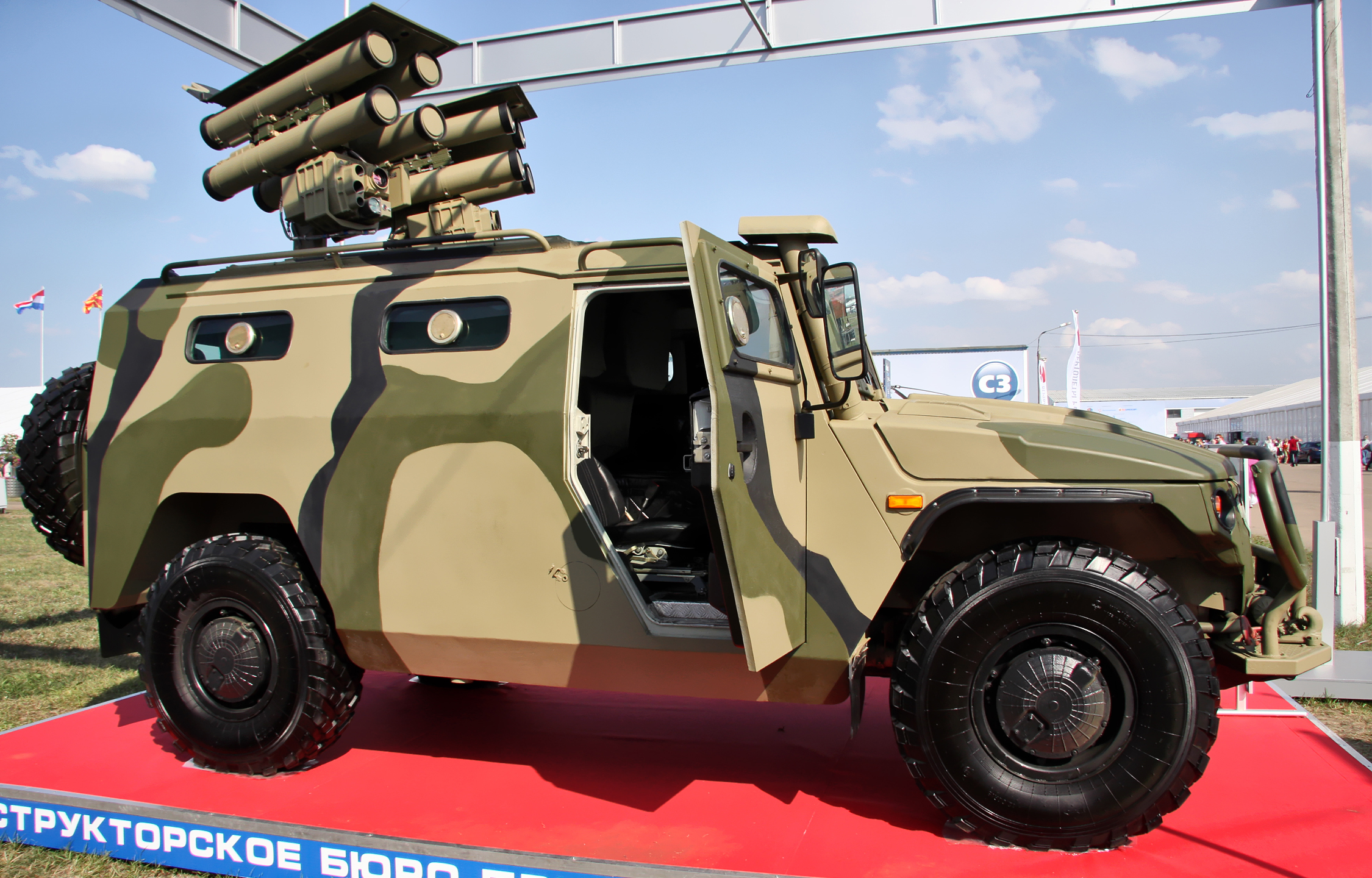
Panzerabwehrsystem AT-14 Spriggan auf einem GAZ „Tigr“ (MAKS-2011)

Auf der russischen Luft- und Raumfahrtmesse MAKS-2011 wurde vom Konstruktionsbüro für Instrumentenherstellung Tula eine modernisierte Version des Panzerabwehrraketensystems 9K135 Kornet auf der Basis des GAZ „Tigr“ vorgestellt. Dabei handelt es sich um eine automatisierte Startvorrichtung mit Zielerfassungssystem und vier installierten Panzerabwehrraketen. Das Fahrzeug ist mit zwei ausfahrbaren Startvorrichtungen ausgerüstet und verfügt somit über acht einsatzbereite Raketen, inklusive der nötigen Zielerfassungsgeräte mit Bildschirmen für den Richtschützen und weiteren acht Raketen in der Reserve innerhalb des Fahrzeugs. Seit Anfang 2016 ist das System in der Feldtestphase auf dem Militärgelände Kapustin Jar.

### GAZ-233014 STS „Tigr“

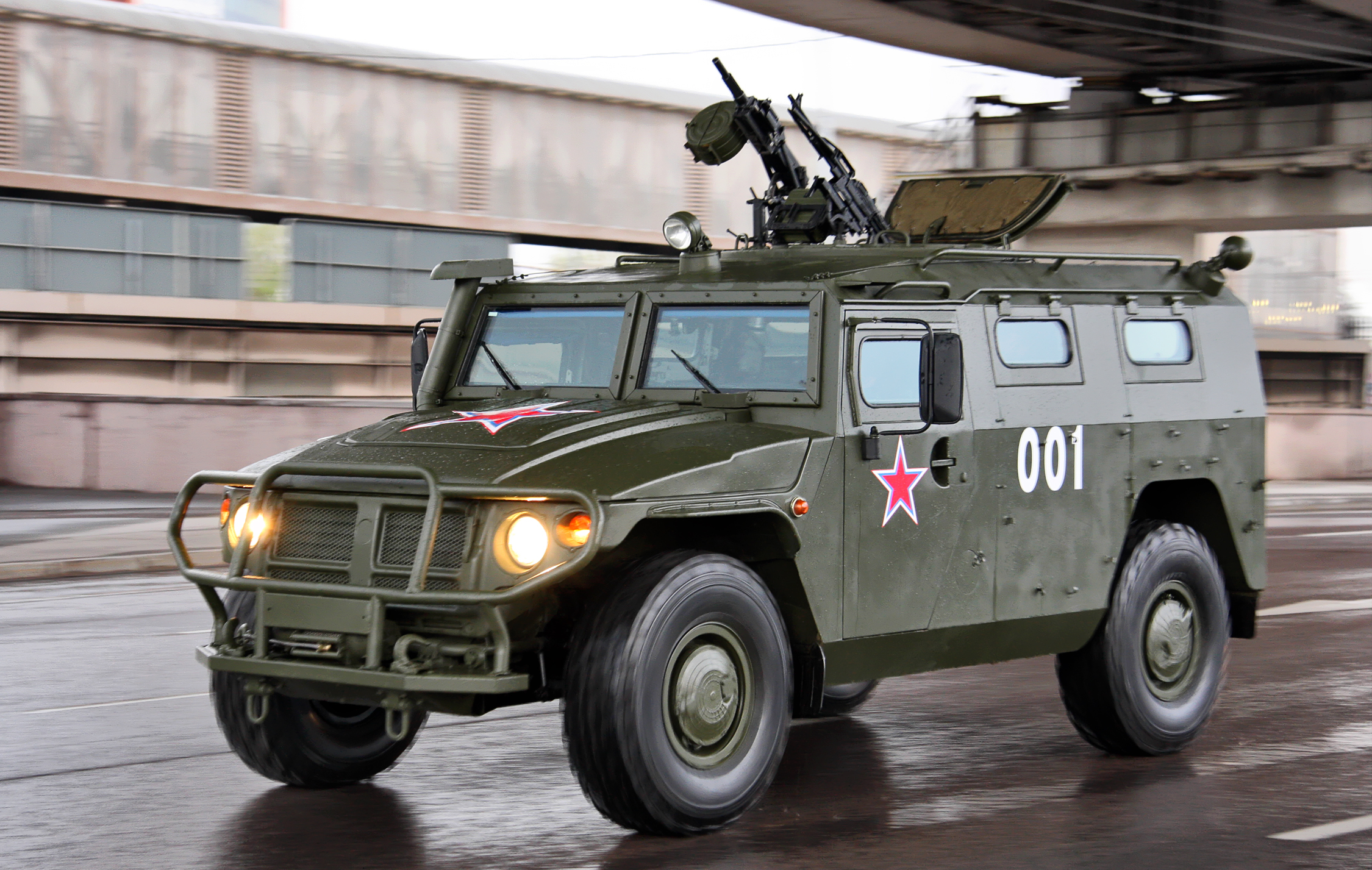
GAZ-233014 STS im Jahr 2011

STS „Tigr“ – die Armeeversion des gepanzerten Fahrzeugs mit der Schutzklasse 3 nach der Einteilung GOST R 50963-96 bzw. NATO STANAG 4569, Level 2. Auf dem Dach wurde eine Luke mit zweiteiliger Öffnung und Drehmechanismus installiert, auf dem sich schwere Maschinengewehre bzw. Granatwerfer befestigen lassen. Die übrige Besatzung kann aus dem Fahrzeug durch zu öffnende Seitenfenster schießen. Innerhalb des Fahrzeugs sind Plätze für Munition wie Granaten etc., Kommunikationsapparatur und Störsender vorgesehen.

### KSCHM R-145BMA „Tigr“
Kommando-Stabfahrzeug.

### GAZ-233001 „Tigr“
Ungepanzertes Fahrzeug mit erhöhter Geländegängigkeit.

## Kampfeinsätze
Russland setzt den Tigr im Russisch-Ukrainischen Krieg ein. Laut dem Oryx-Blog verzeichnet Russland Stand März 2025 Verluste in Höhe von mindestens 239 Stück.

## Nutzerstaaten
- Armenien – Spätestens seit dem Jahr 2011 befindet sich eine unbekannte Anzahl des „Tigr“ in der militärischen Version im Dienst.[9]
- Volksrepublik China – Ab dem Jahr 2016 befindet sich eine unbekannte Anzahl des „Tigr“ in der militärischen Version im Bestand.[10]
- Guinea – Ab dem Jahr 2012 befindet sich eine unbekannte Anzahl des „Tigr“ in der militärischen Version im Dienst.[11]
- Kasachstan – Spätestens seit dem Jahr 2010 befindet sich eine unbekannte Anzahl des „Tigr“ in der militärischen Version im Dienst.[12]
- Russland –  Ab dem 22. Juli 2019 befinden sich mindestens 169 „Tigr STS“ und  107 „Tigr-M“ im Dienst des russischen Heeres.[13][14][15][16][17][18][19][20]
- Sambia – Mehrere Fahrzeuge wurden im Jahr 2021 auf einer Militärparade gezeigt.[21]
- Slowakei – Ab dem Jahr 2016 befindet sich eine unbekannte Anzahl des „Tigr“ in der militärischen Version im Dienst.[22]
- Ukraine – Mindestens 7 „Tigr“ und 37 „Tigr-M“ im Zuge des Russisch-Ukrainischen Krieges erbeutet. Stand: 14. Dezember 2022.[8][23]
- Uruguay – Ab dem Jahr 2016 befinden sich 10 „Tigr“ in der militärischen Version im Dienst.[24]
- Belarus – Eine unbekannte Anzahl des „Tigr-M“ und dessen Lizenzkopie „Lis-PM“ befinden sich im Dienst.[25]